# Клемсон (Південна Кароліна)
Клемсон (англ. Clemson) — місто (англ. city) в США, в округах Пікенс і Андерсон штату Південна Кароліна. Населення — 17 681 особа (2020).

## Географія
Клемсон розташований за координатами 34°41′2″ пн. ш. 82°48′45″ зх. д. / 34.68389° пн. ш. 82.81250° зх. д. (34.683826, -82.812407). За даними Бюро перепису населення США в 2010 році місто мало площу 20,47 км², з яких 19,27 км² — суходіл та 1,20 км² — водойми.

### Клімат
| Клімат : Клемсон             | Клімат : Клемсон | Клімат : Клемсон | Клімат : Клемсон | Клімат : Клемсон | Клімат : Клемсон | Клімат : Клемсон | Клімат : Клемсон | Клімат : Клемсон | Клімат : Клемсон | Клімат : Клемсон | Клімат : Клемсон | Клімат : Клемсон | Клімат : Клемсон |
| Показник                     | Січ.             | Лют.             | Бер.             | Квіт.            | Трав.            | Черв.            | Лип.             | Серп.            | Вер.             | Жовт.            | Лист.            | Груд.            | Рік              |
| Середній максимум, °C        | 11,1             | 13,3             | 17,2             | 22,2             | 26,7             | 30,6             | 32,2             | 32,2             | 28,3             | 22,8             | 17,8             | 12,2             | 22,3             |
| Середній мінімум, °C         | −1,1             | 0,0              | 3,3              | 7,2              | 12,8             | 18,3             | 20,0             | 20,6             | 16,1             | 9,4              | 3,9              | 0,0              | 9,3              |
| Норма опадів, мм             | 120              | 122              | 123              | 90               | 92               | 93               | 105              | 125              | 94               | 94               | 99               | 121              | 1280             |
| ---------------------------- | ---------------- | ---------------- | ---------------- | ---------------- | ---------------- | ---------------- | ---------------- | ---------------- | ---------------- | ---------------- | ---------------- | ---------------- | ---------------- |
| Джерело: The Weather Channel |                  |                  |                  |                  |                  |                  |                  |                  |                  |                  |                  |                  |                  |

## Демографія
Згідно з переписом 2010 року, у місті мешкало 13 905 осіб у 5914 домогосподарствах у складі 2485 родин. Густота населення становила 679 осіб/км². Було 6636 помешкань (324/км²).
Расовий склад населення:
| - 79,1 % — білих - 10,3 % — чорних або афроамериканців - 8,1 % — азіатів - 0,1 % — корінних американців |

До двох чи більше рас належало 1,6 %. Частка іспаномовних становила 2,2 % від усіх жителів.
За віковим діапазоном населення розподілялося таким чином: 13,8 % — особи молодші 18 років, 74,6 % — особи у віці 18—64 років, 11,6 % — особи у віці 65 років та старші. Медіана віку мешканця становила 24,3 року. На 100 осіб жіночої статі у місті припадало 111,9 чоловіків; на 100 жінок у віці від 18 років та старших — 112,3 чоловіків також старших 18 років.
Середній дохід на одне домашнє господарство становив 54 097 доларів США (медіана — 34 700), а середній дохід на одну сім'ю — 90 021 долар (медіана — 82 753). Медіана доходів становила 48 192 долари для чоловіків та 36 278 доларів для жінок. За межею бідності перебувало 39,8 % осіб, у тому числі 13,9 % дітей у віці до 18 років та 4,5 % осіб у віці 65 років та старших.
Цивільне працевлаштоване населення становило 6666 осіб. Основні галузі зайнятості: освіта, охорона здоров'я та соціальна допомога — 44,0 %, мистецтво, розваги та відпочинок — 14,3 %, роздрібна торгівля — 9,9 %, науковці, спеціалісти, менеджери — 9,1 %.